# San Sebastián de los Reyes
San Sebastián de los Reyes è un comune spagnolo di 74 371 abitanti situato nella comunità autonoma di Madrid.

## Amministrazione

### Gemellaggi
- Baunatal